# 费迪南德·安东·恩斯特·波尔舍
费迪南德·安东·恩斯特·保时捷（德語：Ferdinand Anton Ernst Porsche，1909年9月19日—1998年3月27日）也称费里·波尔舍（Ferry Porsche），奥地利汽车设计师，曾任保时捷公司首席运营官。
费迪南德的父亲费迪南德·保时捷是著名的汽车设计师、大众甲壳虫的设计者，其外甥费迪南德·皮耶希曾任大众汽车主席，其子费迪南德·亚历山大·保时捷是保时捷911的设计师之一。